# 1796

## أحداث
- تأسيس مدينة أورنجستاد وتقع حاليا في أروبا.
- بداية الحرب الإنجليزية الإسبانية في 1 أغسطس 1796 والتي انتهت في 1 يوليو 1808.
- وقوع الحرب الروسية الفارسية بداية من 1 أبريل 1796 إلى 1 نوفمبر 1796.

## مواليد
- أبراهام إيمانويل فروليش
- إسحاق كريمييه
- بيتر فيندي
- حيرام جورج رونيلس
- ديفيد روبرتس
- سادي كارنو
- عبد الله بن عبد القادر
- نيقولاي ألكسيافتش بووليفوي
- نيكولاي الأول

## وفيات
- روبرت برنز
- كاترين الثانية ملكة روسيا
- ناثان براونسون